# Salles (Tarn)
Salles (okzitanisch: Salas) ist eine französische Gemeinde mit 196 Einwohnern (Stand: 1. Januar 2022) im Département Tarn in der Region Okzitanien. Sie gehört zum Arrondissement Albi und zum Kanton Carmaux-2 Vallée du Cérou. Die Bewohner werden Sallois und Salloises genannt.

## Geographie
Salles liegt rund 25 Kilometer nordnordwestlich von Albi am Cérou. Umgeben wird Salles von den Nachbargemeinden Le Ségur im Norden und Osten, Monestiés im Osten, Virac im Süden und Südosten, Livers-Cazelles im Südwesten sowie Saint-Marcel-Campes im Westen.

## Bevölkerungsentwicklung
| Jahr                      | 1962 | 1968 | 1975 | 1982 | 1990 | 1999 | 2006 | 2013 |
| Einwohner                 | 271  | 225  | 199  | 207  | 199  | 174  | 192  | 185  |
| Quelle: Cassini und INSEE |      |      |      |      |      |      |      |      |

## Sehenswürdigkeiten
- Pfarrkirche Saint-Sauveur aus dem 12., 14. und 16. Jahrhundert mit zahlreichen romanischen Überbleibseln, darunter drei Kapitelle, seit 1970 als Monument historique eingeschrieben
- Donjon

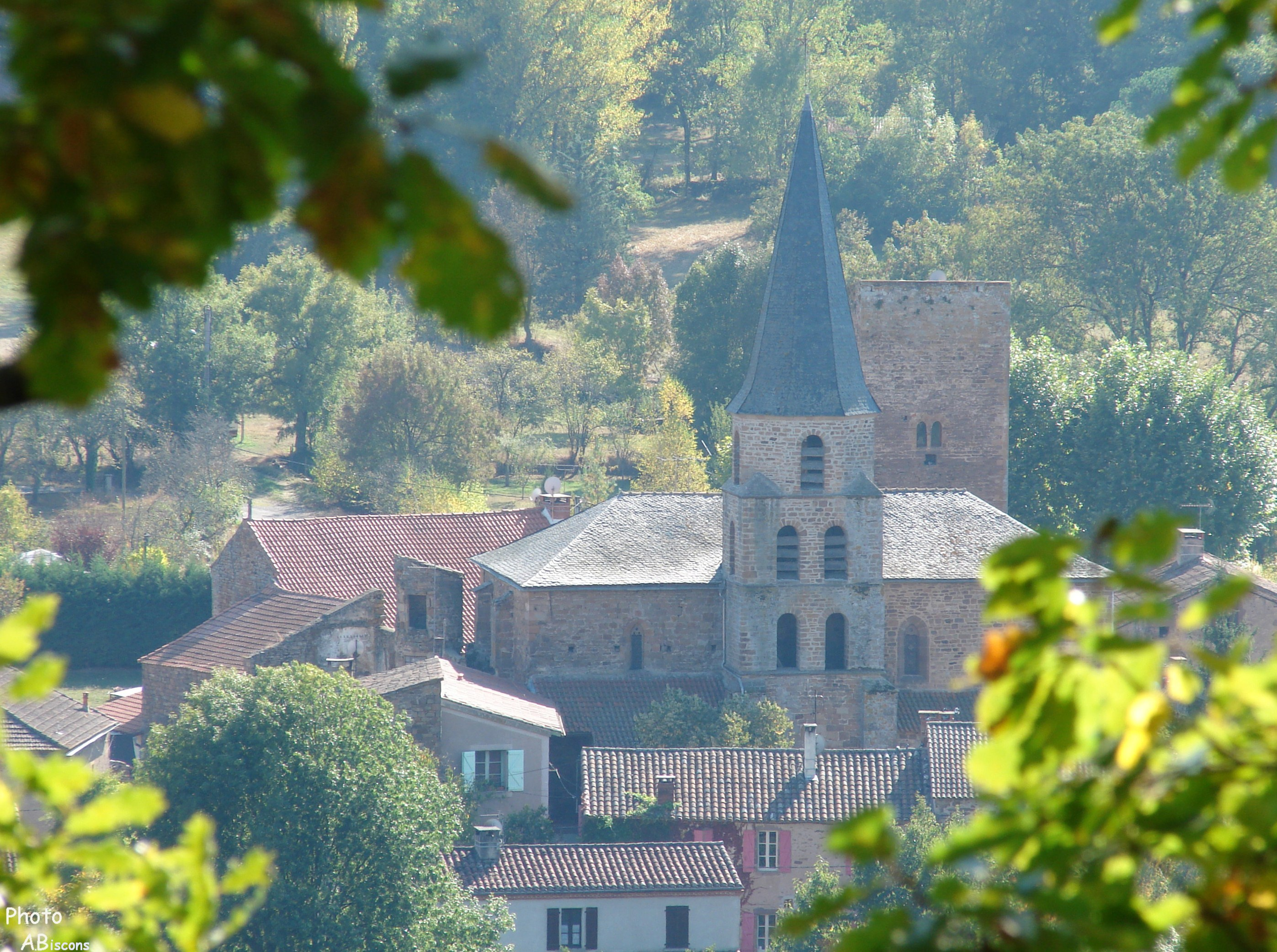
Dorf mit der Kirche Saint-Sauveur
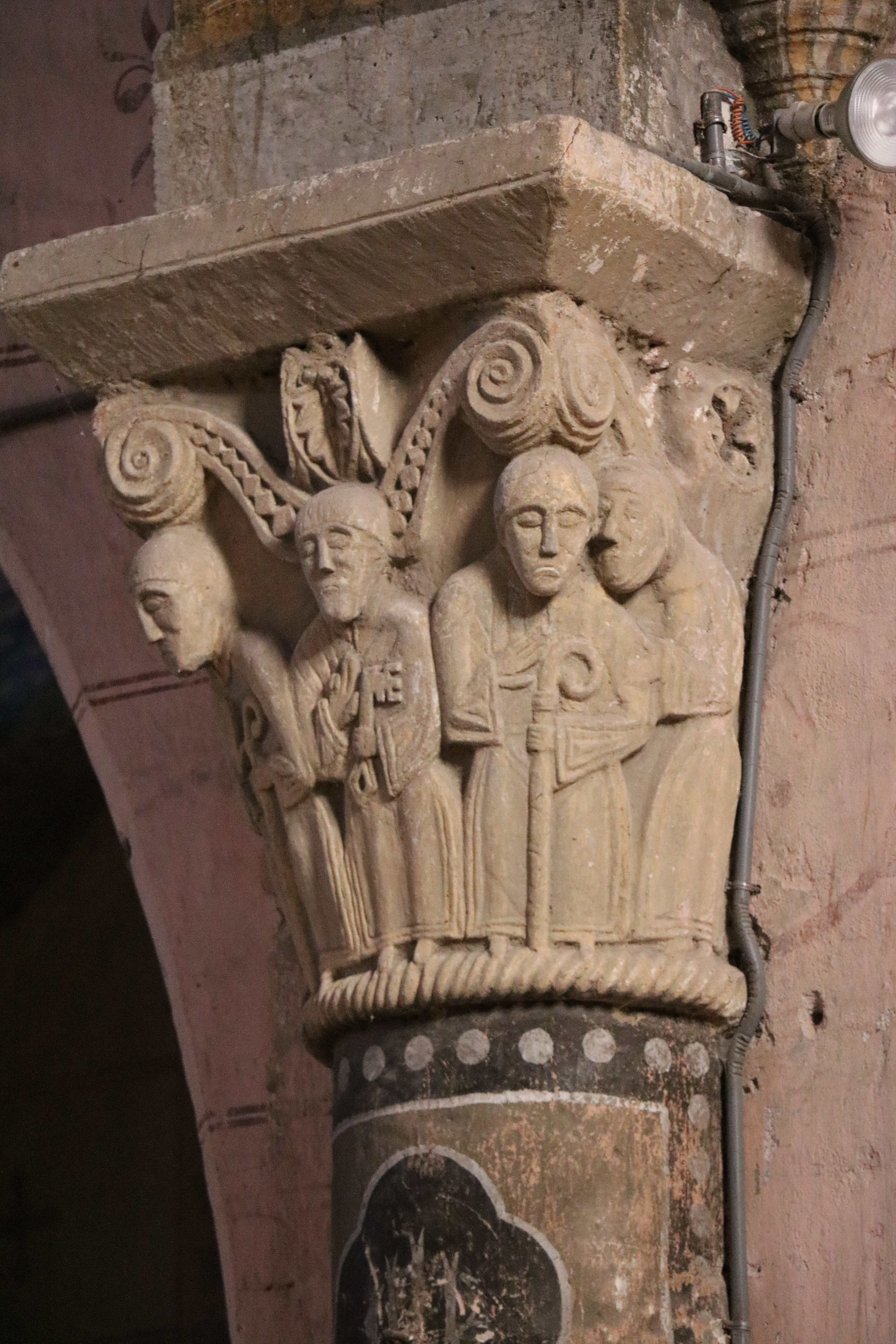
Kapitell an der Kirche Saint-Sauveur
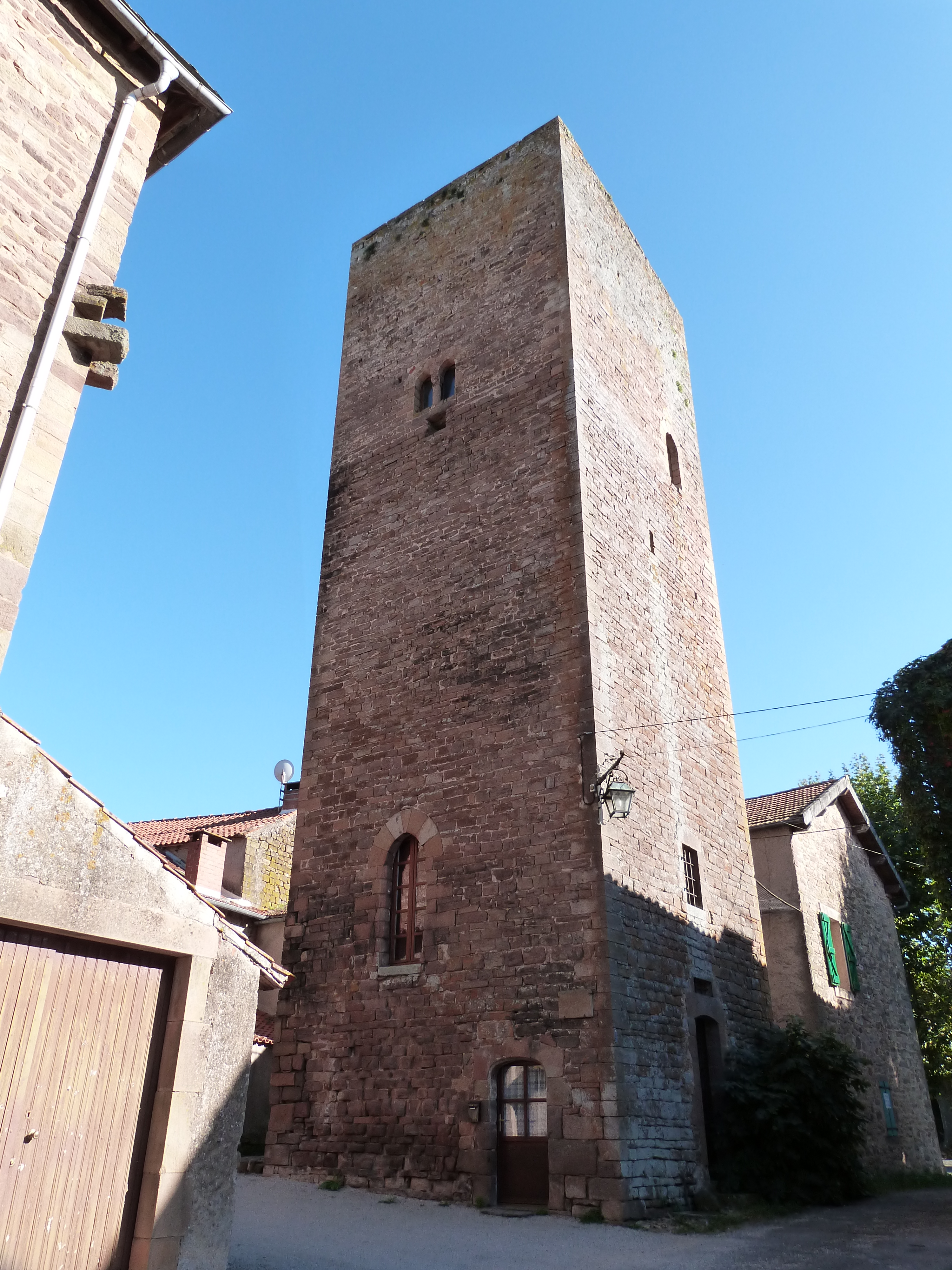
Donjon